# 알렉산더 폰 미덴도르프

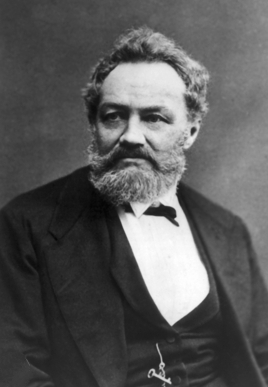
Alexander Theodor von Middendorff

알렉산더 테오도르 폰 미덴도르프(독일어: Alexander Theodor von Middendorff, 러시아어: Александр Фёдорович Миддендо́рф 알렉산드르 표도로비치 미덴도르프[*]), 1815년 8월 6일 - 1894년 1월 16일)는 러시아의 동물학자이자 탐험가였다. 조상이 발트 독일인이었다.
미덴도르프는 상트페테르부르크에서 태어났고 거기서 일찍부터 교육을 받았다. 1837년에 타르투 대학교를 졸업하고 학위를 받았다. 베를린, 에를랑겐, 빈, 브로츠와프에서 교수직을 맡았다. 1839년에 키예프에서 동물학 교수가 되었다. 그는 콜라반도를 여행했고, 카를 에른스트 폰 바어에 가입했다.
1843 - 1845사이에 상트페테르부르크 과학 아카데미의 연구원과 함께 타이미르반도를 여행했다.